# Городской пруд (Екатеринбург)
Городской пруд (также Исетский, Екатеринбургский) — пруд на реке Исеть. Расположен в центре Екатеринбурга. Образован в 1723 году.

## История
Екатеринбургский пруд был устроен в 1723 году одновременно с основанием Екатеринбургского завода и стал первым водохранилищем на реке Исеть. До середины XX века в Городской пруд впадала река Мельковка с притоком Основинкой. 11 марта 1817 года на Мельковке было обнаружено россыпное золото, в 1818 году в устье реки была построена Мельковская золотопромывальная фабрика и организован пруд для обеспечения её нужд. В 1928 году Мельковский пруд был спущен Екатеринбургский.
Архитектурно-планировочная структура изначально Екатеринбурга развивалась вокруг пруда, находившегося в центре заводского поселения. Генеральный план 1726 года, созданный В. де Генниным, предусматривал наличие взаимно перпендикулярных главных пространственных осей города. Продольная ось при этом соответствовала направлениям течения Исети и разлива пруда и была на 10 градусов отклонена к западу от меридиана. В 1736 году в Екатеринбурге вокруг заводского пруда и крепости сформировались четыре слободы: Ссыльная по правому берегу пруда, Банная по левому берегу реки ниже города, Купецкая к югу по правому берегу Исети и Конюшенная на Церковной стороне. В 1796 году город разделился на две крупные части: правобережную и левобережную. После 1804 года была выделена третья административная часть — левый берег за земляным валом.
В 1845 году на западном берегу пруда была сооружена каменная набережная. В 1945 году были сооружены набережные пруда по проекту архитектора С. В. Домбровского.
В XXI веке в пруд (в его северной части) впадает только река Ольховка.

## География пруда
Площадь зеркала — 0,7 км², длина — 3,3 км, ширина — 0,3-0,4 км. Средняя глубина — 3 м, наибольшая глубина — у городской плотины (5,5 м); уровень воды 240,4 м над уровнем моря. Пруд вытянут вверх по реке и постепенно расширяется в южном направлении.
Берега пруда с XVIII века застраивались жилыми домами, фабриками, заводами. В начале 1930-х годов на левом берегу пруда по проекту архитектора В. Д. Соколова был построен спорткомплекс «Динамо» с главным зданием в виде корабля. В 1990 году на правом берегу пруда был построен Свердловский государственный академический театр драмы. Также на правом берегу находятся бизнес-центры «Президент» и «Демидов-Плаза», 23-этажное здание администрации Свердловской области, Октябрьская площадь.
До 1960-х годов в пруду водилась рыба — щуки, язи, чебаки, ельцы и ерши.

## В культуре
Городской пруд с набережными неоднократно изображали живописцы и графики. В 1914 И. К. Слюсарев написал пейзаж «Екатеринбургский городской пруд», в 1918 году чешский художник И. Влчек, находившийся в Екатеринбурге, написал несколько акварельных картин, в том числе «Екатеринбургский пруд с видом на Кафедральный собор». В 1920—1930-х годах пруд изображали в своих работах С. Е. Захаров, A. П. Давыдов и О. Э. Бернгард («Городской пруд. Водная станция Динамо»). В 1940-х годах пруд изображали на своих пейзажах В. П. Елисеев («Городской пруд в Свердловске»), Н. П. Голубчиков («Набережная в Свердловске»).

## Фотографии
- Июнь 2010
- Пруд весной
- Сентябрь 2014
- Вид с набережной около дома Севастьянова
- Плотина Городского пруда на реке Исеть
- Вид с севера
- Вид с улицы Горького
- Набережная Рабочей Молодёжи
- Белый дом и Екатеринбург-Сити
- Прогулочные катера
- ККТ Космос и спорткомплекс Динамо
- В центре — ДИВС
- Праздничный салют над акваторией в день города в 2022 году